# Heteropoda meticulosa
Heteropoda meticulosa är en spindelart som beskrevs av Simon 1880. Heteropoda meticulosa ingår i släktet Heteropoda och familjen jättekrabbspindlar.
Artens utbredningsområde är Peru. Inga underarter finns listade i Catalogue of Life.